# 一人オーケストラ
『一人オーケストラ』（ひとりオーケストラ、フランス語: L'Homme Orchestre、英語: The One Man Band）は、1900年にジョルジュ・メリエスが監督・主演したフランスの短編サイレント映画である。多重露光を駆使したトリック映画で、メリエスが7人に分身して音楽を演奏するという内容である。

## プロット
7つの椅子が並べられたステージで、メリエスが椅子に座ると、同じ人物が一人、二人…と分身し始め、最終的に7人のメリエスが同じ画面上に登場する。真ん中に座るメリエスが指揮棒をもって立ち上がり、それ以外のメリエスたちがそれぞれ別の楽器を演奏する。演奏が終わると、メリエスの分身たちは元に戻って一人になる。そのあとにメリエスは一瞬で椅子を消したり、出現させたりする。背後から巨大な装飾用の扇が現れ、メリエスがステージの下へ沈んだあとに大きく飛び上がると、煙とともに消えてしまうが、最後にお辞儀をするために扇の後ろから再び登場する。

## 製作

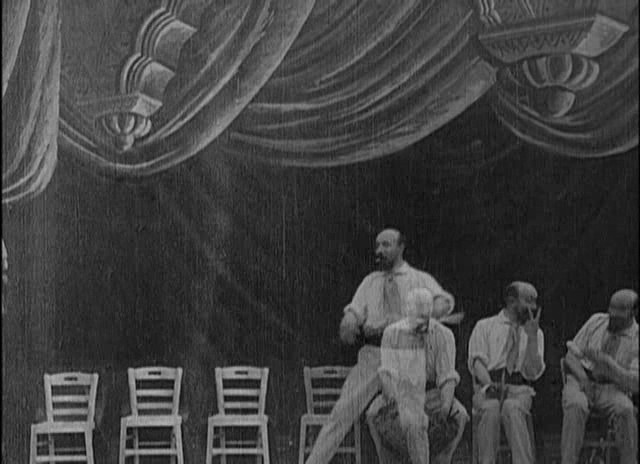
多重露光によってメリエスが分身する瞬間。

本作のような「一人の男が分身する」という幻想的な題材は、メリエスが1898年からトリック映画で何度も取り上げており、分身のトリックを実現するための特殊効果として多重露光を用いた。本作では7人の同じ人物を作り出すために、7回もの多重露光を行っている。メリエスが一度にこれだけの回数の多重露光を行ったのは、本作と『音楽狂』（1903年）ぐらいである。多重露光以外にも、機械的に動く舞台機構、花火（パイロテクニクス）、ストップ・トリックなどの特殊効果が用いられている。
多重露光を使用した撮影では、メリエスがある一人のパートを演じるところを撮影したあと、カメラの中でフィルムを巻き戻し、それから別の一人のパートを撮影するというプロセスを、7人のメリエス全員が同じ画面上に写るまで繰り返した。各パートの撮影をしている間は、他のすべてのパートが露出されないようにするため、レンズの前にその部分だけマスク（厚紙の遮断物）をかけた。1906年にメリエスは、このような撮影方法が「非常に難しく、全くもって難問題であった」と述べている。異なるパートを7回も演じるメリエスは、各パートの人物の身振りやタイミング、体の位置などを正確に把握しなければならず、それが一致していなければトリックがうまく機能しなくなるため、撮影中は細心の注意を払いながらそれらを調整する必要があった。さらに数十分間も多重露光をし続けると、フィルムが引き裂かれて穴ができてしまうことがあり、その場合はフィルムを破棄して、すべてをやり直さなければならなかった。

## 公開
本作のフィルムは、1900年にメリエスが経営する映画会社スター・フィルムからリリースされた。同社は配給システムを整えておらず、作品は各地の興行師たちにプリントごとに直接販売していた。同社の作品カタログでは、1つのカタログ番号が20メートルのフィルムを表しているため、フィルムの長さが40メートルである本作には262-263番というカタログ番号が付けられている。
本作は日本でも、1903年11月に大阪の角座で行われた「天然色活動大写真」という上映興行で、他の数本のメリエス作品とともに上映されたと考えられており、現存するポスターにはイラスト付きで「一脚ノ椅子を七脚ニ一人ヲ同ジ人七人トナスの術」という説明で紹介されている。この上映興行は吉沢商店（日本活動写真会）の主催で行われ、東京の錦輝館や歌舞伎座でも上映されたほか、青山御所で皇太子嘉仁親王（後の大正天皇）の上覧を受けたという。

## レガシー
メリエス研究者のジョン・フレイザーは、「舞台演目としてはこの内容は単純であるが、映画作品としてはメリエスのトゥール・ド・フォルス（驚嘆するような離れ業）であり、何年にもわたってこれに比類すべきものはない」と述べている。映画研究者の古賀太は、「さまざまなトリックを使ったメリエスの作品が、他の追随を許さない完璧な仕上がりを見せるのは、本作あたりからである」と述べている。
1921年にバスター・キートンは『キートンの即席百人芸』で、ミンストレル・ショーの9人のメンバー全員を演じることで、本作と同様のイメージを呼び起こした。この効果は、メリエスが本作と『音楽狂』で使用したのと同じような多重露光の技術を用いて作成した。